# Diduga flavicostata
Diduga flavicostata är en fjärilsart som beskrevs av Pieter Cornelius Tobias Snellen 1879. Diduga flavicostata ingår i släktet Diduga och familjen björnspinnare. Inga underarter finns listade i Catalogue of Life.